# 백년설
백년설(白年雪, 본명: 이창민, 본명 한자: 李昌民, 개명 전 이름이갑룡(李甲龍)· 이갑용(李甲勇), 1914년 1월 19일 ~ 1980년 12월 6일)은 대한민국의 가수이다.

## 생애
경상북도 성주에서 출생하여 성주농업보습학교를 졸업했다. 학창 시절부터 문학과 연극에 관심을 가졌다.
1934년에 우연한 기회로 첫 데뷔한 그는 1938년 일본에서 〈유랑극단〉을 취입하여 가수로 데뷔하였고 〈두견화 사랑〉, 〈마도로스 수기〉 등을 연속 히트시켰다.  1940년 이후 오랫동안 〈나그네 설움〉, 〈번지없는 주막〉이며, 이 밖에도 〈삼각산 손님〉, 〈고향 길 부모길〉, 〈남포불 역사〉, 〈눈물의 백년화〉, 〈산팔자 물팔자〉, 〈천리정처〉, 〈아주까리 수첩〉 등 수많은 애창곡을 남겼다.
〈유랑극단〉과 관련된 그의 일화로, 이 곡을 받아 처음으로 연습을 할 때 가사는 단지 1소절만 있었는데, 자신의 문학적 재능을 활용하여 즉석에서 가사를 완성하고 노래연습을 마쳐 취입을 했다고 한다. 이는 그의 독보적인 가수의 행보를 열게 된 계기가 되었다.
그는 1940년대를 대표하는 남자 가수로 활동하였다. 비슷한 시기에 인기를 모은 남인수, 김정구, 진방남의 목소리가 또랑또랑한 편이라면, 백년설은 음정을 흔들어 구수하면서도 듣는이에게 절규하는 듯한 독창적인 호소력이 특징이다.  듣는이에게 친근한 한국의 얼을 담은 맛을 주는 백년설의 창법은 서민적인 취향의 노래와 잘 어울려 오랫동안 절대적인 인기를 유지했다.
1941년 지원병제가 실시되면서 〈혈서지원〉, 〈아들의 혈서〉, 〈그대와 나〉 등 지원병으로 참전할 것을 독려하는 친일 가요를 불러 친일파 논란이 일었다. 당대의 최고 가수였던 백년설은 남인수, 박향림과 이 노래를 함께 불렀다. 이러한 행적으로 인해 2008년에 발표된 민족문제연구소의 친일인명사전 수록예정자 명단의 음악 부문에 선정되었다. 친일반민족행위진상규명위원회에서는 백년설을 남인수와 함께 《일제강점하 반민족행위 진상규명에 관한 특별법》에 명시된 친일반민족행위 결정 심의 대상자 명단에 올렸지만 대중 가수가 갖고 있던 당시의 사회적 위상이 상대적으로 낮았다는 사실이 인정되어 기각했다.
1958년 대한가수협회를 창설하여 회장을 지냈으며 1961년에는 한국연예협회 기획분과 위원장을 맡았다가 1963년에 은퇴했다. 가수인 심연옥과 결혼 한 뒤, 평생 그가 추구하던 목적과 의미있는 삶의 일환으로 여호와의 증인에 귀의, 이후 연예계 관련 활동을 전면 중단하고 국제 무역을 운영하다가 1979년에 미국 로스앤젤레스로 가족과 함께  (아내와 심연옥과의 슬하 남매 5녀, 6남) 이민을 갔으며, 약 2년 후인 1980년에 미국에서 별세했다.
고향 성주에 생가가 남아있었으나 지금은 다른 건물로 대체되었고, "오늘도 걷는다마는 정처없는 이 발길"로 시작되는 〈나그네 설움〉의 가사를 새긴 노래비가 건립되어 있다.
그의 전기로는 내무부장관과 건설부장관을 역임한 이상희가 저술한 <오늘도 걷는다마는>이 있으며, 그의 파란만장하고 감동적인 삶을 진솔하게 담고 있다.

## 참고 자료
- 강옥희,이영미,이순진,이승희 (2006년 12월 15일). 《식민지시대 대중예술인 사전》. 서울: 소도. 151~152쪽쪽. ISBN 978-89-90626-26-4.
- 이동순 (2007년 8월 9일). “[이동순의 가요이야기 .12] 가수 백년설의 발자취에 관한 사색”. 영남일보. 2007년 10월 31일에 확인함.